# Mehmed Spaho
Mehmed Spaho (Sarajevo, 19 mars 1883 – Belgrade, 29 juin 1939) est un homme politique bosniaque de l'entre-deux-guerres. Plusieurs fois ministre, il dirige l'Organisation musulmane yougoslave (OMY) de 1921 à sa mort[réf. souhaitée].

## Biographie
Après son enfance à Sarajevo, il est diplômé en droit de l'université de Vienne (alors capitale de l'empire austro-hongrois) en 1908. Il exerce ensuite le métier d'avocat et dirige la chambre de commerce de Sarajevo. 
Il dirige l'Organisation musulmane yougoslave à partir de 1921. Il participe aux gouvernements de Nikola Pašić au début des années 1920 (sous le régime du royaume des Serbes, Croates et Slovènes), en tant que ministre des forêts, puis du commerce et de l'industrie. Il démissionne en février 1922 car l'accord passé par l'OMY avec les radicaux serbes n'est pas appliqué. Il est à nouveau ministre dans le cabinet de Milan Stojadinović en 1935 (après le renommage en royaume de Yougoslavie), obtenant le rétablissement du statut  des Bosniens musulmans qui avait été supprimé en 1931. Il devient vice-président de l'Union radicale yougoslave fondée par le Premier ministre en août 1935.